# Орехово (Опочецкий район)
Орехово — деревня в Опочецком районе Псковской области, входит в состав Болгатовской волости. Расположена в 19 км к востоку от города Опочка. По деревне протекает река Изгожка и рассекает деревню на две части, в реку Изгожка впадает ручей Лисовка. Основная достопримечательность деревни — родник, расположенный возле моста через Лисовку.

## О деревне
Деревня в виде хутора в начале XX века во время столыпинской реформы, одному из зажиточных крестьян дали земельный участок на берегу реки для создания водяной мельницы.
Во времена советской власти на территории деревни находились животноводческие комплексы для крупнорогатого скота, то есть основным видом сельского хозяйства было животноводство. В период Великой Отечественной войны по деревне вдоль реки проходила германская оборонительная линия «Рейер».
По состоянию на 2012 год постоянно проживающих граждан нет, в летний сезон приезжают в деревенские дома дачники.